# Broken Sword
Broken Sword är en äventyrsspelserie av Revolution Software. Spelen kretsar kring George Stobbart och Nicole Collard, och deras äventyr som är deckare baserade på historia och mytologi. Även om serien utspelar sig i vår egen värld förekommer övernaturliga och mytologiska inslag, men i begränsad utsträckning. Seriens skapare Charles Cecil deltog som rådgivare i utvecklandet av filmatiseringen av Da Vinci-koden. Broken Sword-berättelserna är i sin karaktär över huvud taget väldigt lika Dan Browns epos.
Del ett, två och tre släpptes ursprungligen till både PC och Playstation, (del tre till Playstation 2) men på grund av ojämna försäljningssiffror (PC ca 70% och Playstation ca 30%) valde man att ge ut del fyra endast till PC. Det första spelet släpptes också för Mac OS Classic samt några år senare för Game Boy Advance, Palm och Windows Mobile.
De första två spelen är klassiska peka och klicka-spel, medan det tredje spelet använder sig av en 3D-spelmotor, där spelaren styr karaktärerna direkt. Charles Cecil har själv hävdat att systembytet berodde på en önskan att försöka göra genren, genom Broken Sword 3, mer tillgänglig för en bredare publik. Detta visade sig också i att trean över huvud taget var ett lite lättare spel. Det fokuserades också mindre på ologiska och ofta svåra kombinationspussel (som att stjäla toalettborstar ifrån kebabförsäljare) och mer på klassiska pussel med exempelvis klossar. Eftersom det bland fansen rådde delade meningar om vilket system som fungerar bäst, fanns det i del fyra möjlighet att välja mellan de båda systemen. Tanken med spelsystemen är, som så ofta när det gäller den här typen av äventyrsspel, att kontrollsystemet skall innebära minimal distraktion och att spelaren skall kunna fokusera på handling och problemlösande.
De två första spelen karaktäriseras av en väldigt färgglad, serielik grafisk stil, och att spelaren tar sig fram främst genom interaktion med personer denna stöter på. Här finns få stress- och timingmoment. I sann deckaranda gäller det att använda sig av ledtrådar, föremål, och mer eller mindre logiska lösningar för att ta sig vidare i spelen. Genren tenderar att locka till sig en mindre skara mycket hängivna anhängare. Kritiker anmärker bland annat på spelens linjäritet, med få alternativa lösningar, och det förhållandevis låga tempot.
Serien har på senare tid lanserats till Touch-telefoner. Spelen Broken Sword - The Shadow of The Templars (The Director's Cut) och Broken Sword - The Smoking Mirror (Remastered) finns att köpa via App-Store och Google-Play.

## Spel i serien
- Broken Sword: The Shadow of the Templars (1996) - (Windows, Mac OS, Playstation, Game Boy Advance, Palm OS, Windows Mobile)
- Broken Sword II: The Smoking Mirror (1997) - (Windows, Playstation)
- Broken Sword: The Sleeping Dragon (2003) - (Windows, Xbox, Playstation 2)
- Broken Sword: The Angel of Death (2006) - (Windows)
- Broken Sword: The Shadow of The Templars - The Director's Cut (2010) - (Wii, Nintendo DS, Windows, Mac OS X, iOS, Android)
- Broken Sword II: The Smoking Mirror – Remastered (2010) - (iOS, Windows, Mac OS X, Android)
- Broken Sword: The Serpent's Curse "Episod 1" (2013) - "Episod 2" (2014) - (Windows, Mac OS X, Linux, iOS, Android, Playstation Vita)